# رفحاء
رفحاء هي مدينة سعودية والعاصمة الإدارية لمحافظة رفحاء، التابعة لمنطقة الحدود الشمالية. تُعد ثاني أكبر مدن المنطقة بعد مدينة عرعر.

## سبب التسمية
تعود تسمية محافظة رفحاء بهذا الاسم إلى قارة (تلة) رفحاء الواقعة حالياً شمال غرب المدينة وأخذت هذه القارة (التلة) اسمها من امرأة تدعى رفحــاء، كانت تعيش مع أسرتها قرب القارة.
«رفحا بالفتح وإسكان الفاء بعدها حاء مهملة فألف، وسميت رفحا بقويرة صغيرة تقع شرقها بالقرب منها، كان اسمها رفحا ولما حفرت البئر بجوارها سميت البئر بئر رفحا، ثم أصبح تسمى رفحا فيما بعد»

## الموقع
تقع على طريق الحج القديم الذي كان يربط بين بغداد ومكة المكرمة، وكذلك تقع رفحاء على الطريق الدولي الذي يربط دول الخليج العربي وشرق السعودية بالشام وتركيا وأوروبا. تبعد مدينة رفحاء  780 كم عن مدينة الرياض وكذلك نفس المسافة تقريبا إلى الدمام.

## نشأة المدينة
بدأ النمو الحقيقي للمحافظة والمدينة في عام 1369-1370 هـ، 1949-1950 م إثر إنشاء خط التابلاين الذي كان يربط مناطق البترول في شرق الملكة العربية السعودية بميناء الزهراني جنوبي مدينة صيدا اللبنانية ماراً بدولتي الأردن وسوريا حيث قرر القائمون على الخط إنشاء محطات لتقوية الضخ في هذه المنطقة التي سميت ي بادئ الأمر محافظة خط الأنابيب وأخذت فرصة العمل المتوفرة في هذه المحطة تجذب الناس شيئا فشيئا إليها حتى تحولت هذه التجمعات السكانية إلى إحدى المدن الرئيسة على طول هذا الخط.